# 212403 Marthakusterer
212403 Marthakusterer este o planetă minoră (asteroid) din centura de asteroizi. A fost descoperită pe 1 mai 2006 la Observatorul Național Kitt Peak de Marc Buie⁠(d). 
Obiectul prezintă o orbită caracterizată de o semiaxă mare de 2,3920149822967 UAi, o excentricitate de 0,22518882416057, o înclinație de 1,5942794823191 ° în raport cu ecliptica.